# Infrageluid
Infrageluid of infrasoon geluid is geluid met een zo lage frequentie, dat het voor de mens onhoorbaar is. Het bestaat uit zogeheten infrasone trillingen. De term infrasoon komt van het Latijn: infra [onder] en sonus [geluid], dus "beneden het geluid". Infrageluid is strikt genomen dus eigenlijk geen geluid, omdat het voor mensen niet hoorbaar is. In feite zijn het heel langzame trillingen van bijvoorbeeld lucht, grond of water. Infrageluid is voor sommige mensen en bepaalde diersoorten hoorbaar en wordt dan laagfrequent geluid genoemd.
Infrageluid wordt veroorzaakt door geluidsgolven waarvan de frequentie zo laag ligt, dat het menselijk gehoororgaan dit niet meer als geluid kan waarnemen, tenzij het geluid een zeer hoog niveau heeft. Het geluid wordt dus niet door het oor gehoord, maar door het lichaam gevoeld. Meestal ligt de frequentie van infrasone trillingen tussen de 0,001 en 16 hertz. Veelal legt men de zogeheten "onderste gehoorgrens" (de bovengrens van infrageluid) bij 20 of 30 hertz. Het American National Standards Institute hanteert een grens van 20 Hz. Het grensgebied tussen normaal hoorbaar en infrasoon geluid wordt laagfrequent geluid genoemd. De geluiden met frequenties boven de gehoorgrens heten ultrageluid of ultrasoon geluid. De sterkte van infrageluid wordt gemeten in pascal (Pa) of hectopascal (hPa).